# Seiko Matsuda Concert Tour 2022 "My Favorite Singles & Best Songs at Saitama Super Arena"
『Seiko Matsuda Concert Tour 2022 "My Favorite Singles & Best Songs at Saitama Super Arena"』（セイコ・マツダ・コンサート・ツアー・2022・マイ・フェイバリット・シングルス・アンド・ベスト・ソングス・アット・サイタマ・スーパー・アリーナ）は、松田聖子のライブ・ビデオ。2022年12月24日発売。発売元はEMI Records。

## 解説
- 2022年に、全国5都市・12公演にわたり開催されたコンサートツアーから2022年6月11日に行われたさいたまスーパーアリーナ初日公演の模様を収録。DVDの初回限定版には自身初となるライブアルバムが付属され、Blu-ray Discの初回限定盤は52ページのフォトブックが封入される。DVD・Blu-ray Disc共に、初回限定盤と通常盤の2形態、合計4形態で発売。
- 初日以降では、アコースティックコーナーに小麦色のマーメイド、瞳はダイアモンドが日替わりで演奏された他、ガイシホールでは毎年恒例のえびふりゃーの歌が、千秋楽では蒼いフォトグラフ、SWEET MEMORIESが歌われた。また、去年の武道館に続きリクエストコーナーが行われた。
- 初披露以来、コンサートツアーでは必ず歌われていた20th Partyが演奏されなかった。

## 収録曲

### DVD・Blu-rar
1. チェリーブラッサム 2021
2. Strawberry Time
3. I Want You So Bad!
4. 渚のバルコニー
5. 秘密の花園
6. 野ばらのエチュード
7. 天国のキッス
8. ever since
SAYAKAの楽曲のカバー。聖子ソロでのカバーは初披露
9. とんがり屋根の花屋さん
ライブで初披露
10. 風立ちぬ
「Marrakech〜マラケッシュ〜」と共に、アコースティックコーナーでは初演奏
11. Marrakech〜マラケッシュ〜
12. Human Nature
マイケル・ジャクソンの楽曲のカバー。マイケルがライブで行なっていたブレイクを再現した
13. 時間旅行
14. セイシェルの夕陽
15. モッキンバード
16. 赤いスイートピー
17. 時間の国のアリス 〜Alice in the world of time〜
18. 青い珊瑚礁 〜Blue Lagoon〜
夏の扉までメドレー
19. 風は秋色
20. ハートのイアリング
21. 未来の花嫁
22. ピンクのモーツァルト
23. Rock'n Rouge
24. 夏の扉

Encore
1. 素敵にOnce Again
2009年に開催されたコンサートツアー以来、13年ぶりの演奏
2. 大切なあなた

### CD (DVD初回特典盤のみ)
1. チェリーブラッサム 2021
2. Strawberry Time
3. I Want You So Bad!
4. 渚のバルコニー
5. 秘密の花園
6. 野ばらのエチュード
7. 時間の国のアリス 〜Alice in the world of time〜
8. 青い珊瑚礁 〜Blue Lagoon〜
9. 未来の花嫁
10. ピンクのモーツァルト
メドレーで演奏されているため、アウトロに「Rock'n Rouge」のイントロが流れている